# Gigantometrus
Genre
Gigantometrus est un genre de scorpions de la famille des Scorpionidae.

## Distribution
Les espèces de ce genre se rencontrent en Inde et au Sri Lanka.

## Liste des espèces
Selon The Scorpion Files (20/11/2020) :
- Gigantometrus swammerdami (Simon, 1872)
- Gigantometrus titanicus (Couzijn, 1981)

## Publication originale
- Couzijn, 1978 : « The method of polythetic analysis applied to a source of taxonomic difficulty: the genus Heterometrus H. and E., 1828 (Scorpionidae). » Symposium of the Zoological Society of London, vol. 42, p. 327–333.